# Михайлівка (Краматорський район)
Миха́йлівка (раніше Предтечевка-Яблочково) — село Олександрівської селищної громади Краматорського району Донецької області, України. У селі мешкає 914 людей.